# کاستلنوو دل فریولی
کاستلنوو دل فریولی (به ایتالیایی: Castelnovo del Friuli) یک کومونه در ایتالیا است که در استان پوردنونه واقع شده‌است. کاستلنوو دل فریولی ۲۲٫۶ کیلومتر مربع مساحت و ۹۰۴ نفر جمعیت دارد و ۲۳۴ متر بالاتر از سطح دریا واقع شده‌است.